# La cocina (película de 2024)
La cocina es una película dramática mexicana-estadounidense de 2024 escrita y dirigida por Alonso Ruizpalacios, basada en la obra teatral The Kitchen de Arnold Wesker. Es protagonizada por Raúl Briones, Rooney Mara, Soundos Mosbah, John Pyper-Ferguson, Motell Foster, Oded Fehr, Laura Gómez, James Waterston, Eduardo Olmos, y Spenser Granese.
Tuvo su estreno mundial en el 74.º Festival de cine de Berlín el 16 de febrero de 2024, y fue estrenada en México el 7 de noviembre de 2024 a través de Cinepolis Distribución y en streaming fue estrenada en su plataforma Max como una película Max Original. En 2025, la película obtuvo 13 nominaciones al Premio Ariel, incluyendo Mejor Película, Dirección, Guion adaptado y Actor.

## Trama
Es la hora pico de comida en The Grill, un restaurante en Nueva York. Ha desaparecido dinero de la caja y todos los trabajadores están siendo interrogados mientras preparan los alimentos. Uno de los cocineros, Pedro, es acusado de robar el dinero, lo que genera un acto que detendrá la cadena de producción en la cocina.

## Reparto
- Raúl Briones como Pedro, cocinero en un restaurante neoyorquino
- Rooney Mara como Julia, camarera del restaurante
- Anna Díaz como Estela
- Soundos Mosbah como Samira
- Motell Gyn Foster como Nonzo
- Laura Gómez como Laura
- Oded Fehr como Rashid
- James Waterston como Mark
- Lee Sellars como Chef
- Eduardo Olmos como Luis
- Bernardo Velasco
- Spenser Granese como Max
- Soundos Mosbah
- Esteban Caicedo
- Nebli Basani
- José Luis Pérez "Güicho"
- Gustavo Melgarejo Falconi
- Pía Laborde Noguez como Susan
- Shavanna Calder como Inez
- María Fernanda Bosque como Amy
- Julia Haltigan como Trisha
- John Pyper-Ferguson como Vago
- Roberto Oropeza como Papá de Pedro
- Finnerty Steeves como Mujer antiaborto
- Leo James Davis como Abe
- Kerry Ardra como Enfermera

## Producción y estreno
En 2022 se anunció que Rooney Mara se había unido al elenco de una película, con Alonso Ruizpalacios escribiendo el guion y dirigiendo. La fotografía principal tuvo lugar en la Ciudad de México. Tuvo su estreno mundial en la competición del 74.º Festival de cine de Berlín el 16 de febrero de 2024, y formó parte del Festival Internacional de Cine de Morelia en su edición 22°. 

## Recepción
Tiene un porcentaje de aprobación del 71% en Rotten Tomatoes, basado en 59 reseñas. En su reseña para The Guardian, Wendy Ide resalta que la película tiene una energía propulsora y energética, mientras que la dirección y coreografía del reparto y la cámara son asombrosas, pero que su estancamiento exagerado e inicio histérico cansan mucho antes de que termine. Alonso Díaz de la Vega, de Gatopardo, señala que el exceso del director abruma a las audiencias, demostrando que es un director incrustado en tendencias. Axel Elías, del portal Comestible, resalta la forma en que la película invita a que las audiencias tomen posicionamientos críticos respecto a la industria de alimentos en otros países y ciudades.

## Premios y reconocimientos
| Año  | Festival                                     | Categoría                | Nominación                                                                        | Resultado |
| ---- | -------------------------------------------- | ------------------------ | --------------------------------------------------------------------------------- | --------- |
| 2025 | Premio Ariel                                 | Mejor Película           | La cocina                                                                         | Nominada  |
| 2025 | Premio Ariel                                 | Mejor Dirección          | Alonso Ruizpalacios                                                               | Nominado  |
| 2025 | Premio Ariel                                 | Mejor Guion Adaptado     | Alonso Ruizpalacios                                                               | Nominado  |
| 2025 | Premio Ariel                                 | Mejor Actor              | Raúl Briones                                                                      | Nominado  |
| 2025 | Premio Ariel                                 | Mejores Efectos Visuales | Gastón Batlle, Raúl Luna, Paula Siqueira, Alexa Ángeles, R. Edgardo Avalos Cuenca | Nominados |
| 2025 | Premio Ariel                                 | Mejor Diseño de Arte     | Naolin Jiménez Montero                                                            | Nominado  |
| 2025 | Premio Ariel                                 | Mejor Edición            | Yibran Asuad                                                                      | Nominado  |
| 2025 | Premio Ariel                                 | Mejor Fotografía         | Juan Pablo Ramírez                                                                | Nominado  |
| 2025 | Premio Ariel                                 | Mejor Maquillaje         | Renée Chiwo, Itzel Peña García, Gudelia Soto Soto, Olimpia Treviño                | Nominadas |
| 2025 | Premio Ariel                                 | Mejor Música Original    | Tomás Barreiro                                                                    | Nominado  |
| 2025 | Premio Ariel                                 | Mejor Sonido             | Randi Glass, Susan Shopmaker, Bernardo Velasco                                    | Nominadas |
| 2024 | Festival internacional de cine de Berlín     | Mejor Película           | La Cocina                                                                         | Nominado  |
| 2024 | Festival de Cine Estadounidense de Deauville | Gran Premio Especial     | Alonso Ruizpalacios                                                               | Nominado  |
| 2024 | Festival de Cine Estadounidense de Deauville | Premio Barrière du 50ème |                                                                                   | Ganador   |
| 2024 | Festival de Cine de La Habana                | Mejor Cinematografía     | Juan Pablo Ramírez                                                                | Ganador   |
| 2024 | Premios Independent Spirit                   | Mejor Dirección          | Alonso Ruizpalacios                                                               | Nominado  |
| 2024 | Premios Independent Spirit                   | Mejor Cinematografía     | Juan Pablo Ramírez                                                                | Nominado  |